# وینسلو ساوت
وینسلو ساوت (به انگلیسی: Winsloe South) یک منطقهٔ مسکونی در کانادا است که در کوینز، جزیره پرنس ادوارد واقع شده‌است. وینسلو ساوت ۲۲۱ نفر جمعیت دارد.